# Amietophrynus perreti
Amietophrynus perreti är en groddjursart som först beskrevs av Schiøtz 1963.  Amietophrynus perreti ingår i släktet Amietophrynus och familjen paddor. IUCN kategoriserar arten globalt som sårbar. Inga underarter finns listade i Catalogue of Life.